# Грибов, Анисим
Анисим Грибов (? — после 1651) — русский дипломат и купец XVII века. Специализировался на странах Востока.

## Биография и карьера
Происходил из посадских людей Астрахани. В царствование Михаила Фёдоровича и затем при Алексее Михайловиче возглавлял несколько посольств, отправленных из Москвы на юг, к восточным владыкам. Эти посольства одновременно являлись и торговыми экспедициями.
В 1639—1641 годах в Москве побывали три центральназиатских посольства: балхинское, бухарское и хивинское. В 1641—1643 состоялось ответное русское посольство в страны Центральной Азии, которое и возглавил Анисим Грибов. Он провёл переговоры с Анушой-ханом, сыном хивинского правителя Исфандияра I, а также наблюдал воочию борьбу за власть между ним и Абулгази I. Затем Грибов отправился в Бухару, к хану Надир-Мухаммеду. В ноябре 1643 посольство вернулось в Астрахань. Предложения Москвы развивать дипломатические и торговые отношения были встречены благожелательно, в 1644 оба ханства прислали в Русское государство своих послов и купцов. Также Грибов установил контакты с русскими пленными и собрал важные сведения о военном и экономическом потенциале Бухарского ханства.
В октябре 1646 — сентябре 1647 состоялось новое посольство в Азию под руководством Грибова. Перед ним ставились цели известить правителей азиатских государств о смене царя на русском троне и разведать путь в Индию. Из-за обострения политической борьбы посольство решило добираться до Центральной Азии через Персию. В Исфахане Грибов побывал на приеме у иранского шаха Аббаса II. Посольство не смогло проникнуть в Хиву и Бухару, и, с разрешения властей, решило свои коммерческие задачи в Персии. Оно привезло назад шёлк, селитру и «любительскую грамоту» персидского хана русскому царю.
В 1651 году Грибов снова отправился в Персию как «государев гонец». О его деятельности после этого ничего не известно. Материалы посольств Анисима Грибова являются ценным источником по истории Центральной Азии XVII века.